# Campaña del Canal de la Mancha de 1727
La campaña del canal de la Mancha fue una incursión española en el dicho canal que aconteció durante la guerra anglo-española de 1727-1729.

## Acontecimientos
Rodrigo de Torres recibió la orden de cruzar por el canal de la Mancha con una escuadra formada por cuatro navíos y tres fragatas. Zarpó de la bahía de Cádiz el 16 de junio y llegó al canal unos días más tarde. Apresó cinco buques mercantes británicos que compensaron los gastos del envío de la escuadra. Los sucesos alarmaron a la Marina Real británica; su Almirantazgo ordenó que se hicieran a la mar varias escuadras para buscar a la enemiga; no la encontraron y De Torres consiguió burlarlas y regresar con todos sus buques a finales del mismo mes a la bahía de Cádiz.